# Taupo (sopka)
Taupo je název pro aktivní supervulkán a kalderu, nacházející se na Severním ostrově Nového Zélandu. Spolu s dalšími sopkami tvoří vulkanickou zónu Taupo. Na jejím území se hojně vyskytují četné termální prameny, fumaroly a také gejzíry, které se v ostrovním státě nikde jinde nevyskytují.

## Tektonika

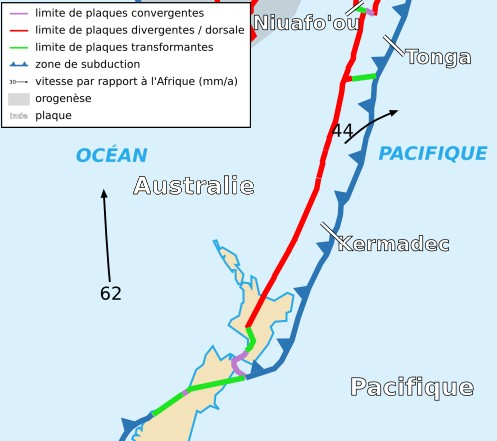
Nový Zéland leží na rozhraní dvou, respektive tří tektonických desek

Nový Zéland leží v tzv. Pacifickém ohnivém kruhu. Jedná se o 40 000 km dlouhé pásmo, obklopující ve tvaru podkovy téměř celý Tichý oceán, kde se nachází zhruba 452 sopek a odehrává se 90% všech zemětřesení na Zemi. V případě Nového Zélandu se pacifická tektonická deska podsouvá pod australskou. Jedná se tedy o subdukci a rychlost tohoto pohybu dosahuje 78 mm/rok, čímž ve zdejší zemské kůře dochází k obrovskému napětí, jenž se uvolňuje tektonickou a sopečnou činností. Kromě toho je ještě Severní ostrov od severu k jihu rozdělen mezi australskou a kermadekovu desku (podcelek australské). Rozhraní tvoří pevninský rift a přímo na něm spočívá supervulkán Taupo.

## Historie
V minulosti docházelo k erupcím o něco severněji než je současná poloha Taupa. Například před 1,25 a 1 milionem let se odehrály dvě mohutné erupce, jež pokryly celý Nový Zéland silnou vrstvou sopečného popela. Teprve až před 300 tisíci let se aktivita sopky přesunula. Zhruba před 65 tisíci let se velké erupce staly mnohem běžnější.

### Erupce Oruanui

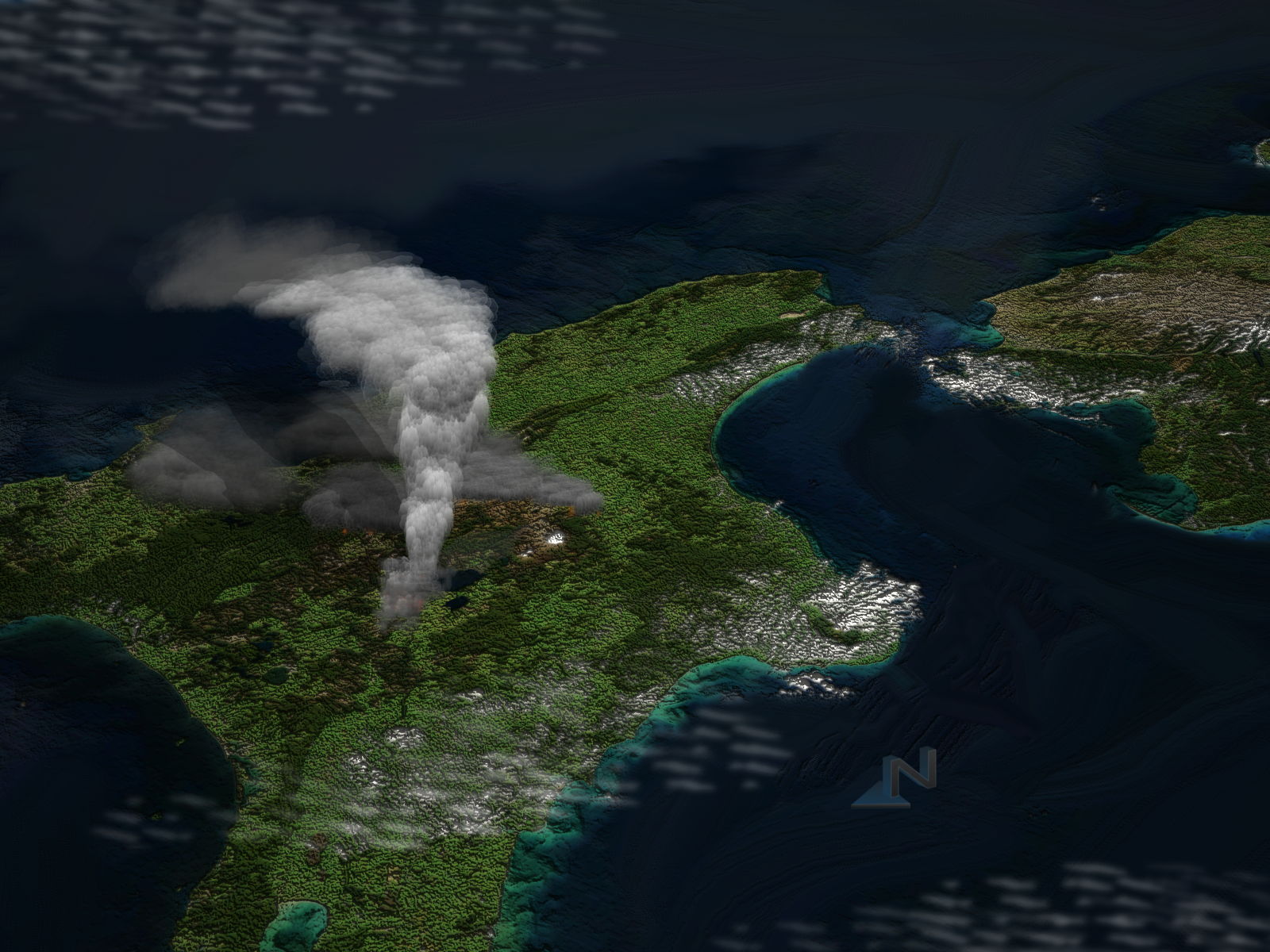
Počítačová vizualizace erupce Orunui

Současnou kalderu o průměru 35 km, jež je zčásti vyplněná jezerem Taupo, vytvořila před 25 580 lety mohutná erupce. Celkem vyvrhla 1 170 km³ sopečného materiálu. To z ní dělá poslední sopečnou erupci ohodnocenou nejvyšším stupněm (VEI 8), jež se na Zemi prozatím odehrála. V průběhu 1. fáze (erupce se skládala z 10 fází) se umístění jícnů posouvalo. V té poslední, kdy se magmatický krb již vyprázdnil, se zformovala dnešní kaldera. Pod hladinou jezera se skrývá ještě centrální propadlina o rozloze 140 km². Ta ukazuje přesné místo erupce a obrys jezera ji částečně kopíruje.
Oruanui byla tak masivní, že většinu centrálního Severního ostrova pokryla vrstva tefry silná 200 metrů (což odpovídá výšce Žižkovské věže v Praze). Sopečný spad ovšem zasáhl celý Nový Zéland. I ve vzdálenosti 1 000 km (Chathamské ostrovy) napadlo až 15 cm popela. Následná eroze a sedimentace měla dlouhodobé účinky na zasaženou krajinu. Je možné, že se díky tomu zcela změnila trasa řeky Waikato. Částečně naplněné jezero Taupo před méně než 22 500 lety protrhlo svojí hráz a asi 60 km³ vody způsobilo v oblasti rozsáhlé záplavy, které dokázaly pohnout i s desetimetrovými balvany.

### Erupce Hatepe
Pozdější výbuchy v holocénu byly taktéž velmi mohutné. Zdokumentovaných jich je 25 a největší z nich, pojmenovaný Hatepe (síla VEI 7), se odehrál v roce 180. Erupce proběhla v šesti fázích. Ty se liší různým druhem sopečné aktivity (slabé freatomagmatické erupce, silnějších pliniovské nebo gigantické pyroklastické proudy), ačkoliv po celou dobu bylo složení magmatu stále stejné. Centrální část Severního ostrova však nejvíce zpustošil hlavní pyroklastický proud, který dosáhl do vzdálenosti 80 km a pohltil vše, co nebylo výše než 1 500 m nad obvyklým terénem. Erozní síla proudu, ženoucího se rychlostí 600–900 km/h, byla natolik velká, že z původního terénu erodovala více materiálu než kolik tam bylo živlem uloženo. Koryta okolních řek sužovaly lahary (bahnotoky) a přímořské oblasti zasáhla vlna tsunami, jejíž stopy se našly na novozélandském pobřeží. Celkem bylo erupcí vyvrženo více než 120 km³ vulkanického materiálu (z toho 30 km³ během několika minut). V rámci světa se jedná o jednu z nejbouřlivějších za posledních 5 000 let. Sopečný popel pokryl plochu o rozloze 20 000 km². Vulkanický prach, rozptýlený ve svrchních vrstvách atmosféry, zbarvil oblohu do červena, což zaznamenali Římané i Číňané. Katastrofa si na Novém Zélandu zřejmě nevyžádala žádné lidské oběti, jelikož Maorové objevili tuto pevninu až těsně před rokem 1300. 
Ohledně datování erupce panují neshody. Nejvíce se přiklání k roku 180 (možná 181), který určily výsledky z jádrových vzorků ledu v Grónsku a na Antarktidě. Dále se uvažuje o konkrétním roku 186, kdy se čínský historik Fan Ye a římský dějepisec Herodianos zmiňovali o zvláštních meteorologických jevech. Nedávné radiokarbonové datování, provedené R. Sparksem, stanovilo datum na rok 233 ± 13 (95% spolehlivost).

## Vlastnosti erupcí
Sopka Taupo produkuje ryolitické magma, tedy velice viskózní magma s vysokým obsahem oxidu křemičitého (>70 %). Pokud neobsahuje velké množství plynů, má tendence tvořit jen lávový dóm. Nicméně pokud je situace opačná, tak viskozita nedovoluje unikání plynů a erupce mohou být až extrémně výbušné. Vytváří-li vulkán během výbuchu stabilní erupční sloupec, který umožňuje značnému objemu pemzy a popelu dostatečný transport vysoko do atmosféry, kde se může volně rozptýlit do stran, tak povrch okolí zasypává "jen" sopečný popel. Jakmile se toto naruší, může sopka tvořit pyroklastické proudy. Ať už kvůli nedostatečné síle k vytlačení sloupce nebo jeho předčasnému ochlazení okolním vzduchem.   